# Webern (Modautal)
Webern ist ein Ortsteil der Gemeinde Modautal im südhessischen Landkreis Darmstadt-Dieburg.

## Geographie
Webern liegt im vorderen Odenwald im Johannisbachtal, ca. 15,5 km südöstlich von Darmstadt. Die Siedlung besitzt keinen Ortscharakter liegt in doppelseitiger Tallage.
Das Dorf liegt in der Gemarkung des Ortsteils Klein-Bieberau und bildet mit ihm einen Ortsbezirk.

Aus den früheren Steinbrüchen stammt der Granit, der beim Bau des Reichstags in Berlin verwendet wurde.

## Geschichte

### Ortsgeschichte
Das Dorf wurde, soweit bekannt, im Jahre 1392 erstmals als Weweren urkundlich genannt. Weitere Erwähnungen erfolgten unter den Ortsnamen (in Klammern das Jahr der Erwähnung): Wewern (1403), Webern (1424) und Weberen (1457).
Im Jahr 1392 hatte Werner Kalb von Reinheim Güter von Graf Eberhard von Katzenelnbogen zu Lehen.
Im Jahr 1489 belehnte Landgraf Wilhelm von Hessen Philipp Kalb von Reinheim mit den Lehen zu Webern.
Im 16. Jahrhundert steht das Dorf den Junkern Mopach, Kalb und Meisenbug zu, der Landgraf von Hessen aber hat die hohe und centbare Obrigkeit, auch Gebot und Verbot.
Webern lag im Gerichtsbezirk der Zent Oberramstadt. Die Zent war in sogenannte „Reiswagen“ eingeteilt, denen jeweils ein Oberschultheiß vorstand, die dem Zentgrafen unterstellt waren. Dieser Bezirk hatte einen Frachtwagen (Reiswagen) einschließlich Zugtieren und Fuhrknechten für Feldzüge bereitzustellen. Webern gehörte zum „Brandauer Reiswagen“, dem auch noch die Orte Brandau, Neunkirchen, Allertshofen, Hoxhohl, Herchenrod, Lützelbach, Ernsthofen, Neutsch und Klein-Bieberau angehörten. Die gesamte Zent Oberramstadt war dem Amt Lichtenberg zugeteilt. Diese Einteilung bestand noch bis zum Beginn des 19. Jahrhunderts.
Die Statistisch-topographisch-historische Beschreibung des Großherzogthums Hessen berichtet 1829 über Webern:

„Webern (L. Bez. Reinheim) luth. Filialdorf; liegt 2 1⁄4 St. von Reinheim, hat 8 Häuser und 77 luth. Einw., unter welchen sich 4 Bauern und 5 Gewerbsleute befinden. Hier waren die Kalben, Meisebug und Mosbach Vogtei- oder Gerichtsherrn.“

Am 1. April 1952 wurde Webern vom Landkreis Dieburg in den Landkreis Darmstadt umgegliedert.
Hessische Gebietsreform (1970–1977)
Am 1. September 1959 kam der Ort zur Gemeinde Klein-Bieberau und mit dieser am 1. Januar 1977 im Zuge der Gebietsreform in Hessen zur Gemeinde Modautal.
Für Webern wurde zusammen mit Klein-Bieberau ein Ortsbezirk mit Ortsbeirat und Ortsvorsteher nach der Hessischen Gemeindeordnung gebildet.

### Verwaltungsgeschichte im Überblick
Die folgende Liste zeigt die Staaten und Verwaltungseinheiten, denen Webern angehört(e):
- vor 1479: Heiliges Römisches Reich, Grafschaft Katzenelnbogen, Obergrafschaft Katzenelnbogen
- ab 1479: Heiliges Römisches Reich, Landgrafschaft Hessen (durch Erbfall), Obergrafschaft Katzenelnbogen
- ab 1567: Heiliges Römisches Reich, Landgrafschaft Hessen-Darmstadt, Obergrafschaft Katzenelnbogen, (1783: Amt Lichtenberg, Zent Oberramstadt, Brandauer Reiswagen)
- ab 1803: Heiliges Römisches Reich, Landgrafschaft Hessen-Darmstadt, Fürstentum Starkenburg, Amt Lichtenberg
- ab 1806: Großherzogtum Hessen,[Anm. 2] Fürstentum Starkenburg, Amt Lichtenberg[11]
- ab 1815: Großherzogtum Hessen[Anm. 3], Provinz Starkenburg, Amt Lichtenberg
- ab 1821: Großherzogtum Hessen, Provinz Starkenburg, Landratsbezirk Reinheim[Anm. 4]
- ab 1832: Großherzogtum Hessen, Provinz Starkenburg, Kreis Dieburg
- ab 1848: Großherzogtum Hessen, Regierungsbezirk Dieburg
- ab 1852: Großherzogtum Hessen, Provinz Starkenburg, Kreis Dieburg
- ab 1871: Deutsches Reich, Großherzogtum Hessen, Provinz Starkenburg, Kreis Dieburg
- ab 1918: Deutsches Reich (Weimarer Republik), Volksstaat Hessen, Provinz Starkenburg, Kreis Dieburg
- ab 1938: Deutsches Reich, Volksstaat Hessen, Landkreis Dieburg[12][Anm. 5]
- ab 1945: Deutsches Reich, Amerikanische Besatzungszone,[Anm. 6] Groß-Hessen, Regierungsbezirk Darmstadt, Landkreis Dieburg
- ab 1946: Deutsches Reich, Amerikanische Besatzungszone, Land Hessen, Regierungsbezirk Darmstadt, Landkreis Dieburg
- ab 1949: Bundesrepublik Deutschland, Land Hessen, Regierungsbezirk Darmstadt, Landkreis Dieburg
- ab 1952: Bundesrepublik Deutschland, Land Hessen, Regierungsbezirk Darmstadt, Landkreis Darmstadt
- ab 1959: Bundesrepublik Deutschland, Land Hessen, Regierungsbezirk Darmstadt, Landkreis Darmstadt, Gemeinde Klein-Bieberau[Anm. 7]
- ab 1977: Bundesrepublik Deutschland, Land Hessen, Regierungsbezirk Darmstadt, Landkreis Darmstadt-Dieburg, Gemeinde Modautal[Anm. 8]

### Gerichtszugehörigkeit
Webern gehörte zum Zentgericht Oberramstadt. In der Landgrafschaft Hessen-Darmstadt wurde mit Ausführungsverordnung vom 9. Dezember 1803 das Gerichtswesen neu organisiert. Für das Fürstentum Starkenburg wurde das „Hofgericht Darmstadt“ als Gericht der zweiten Instanz eingerichtet. Die Rechtsprechung der ersten Instanz wurde durch die Ämter bzw. Standesherren vorgenommen.
Damit war für Webern das Amt Lichtenberg zuständig. Das Hofgericht war für normale bürgerliche Streitsachen Gericht der zweiten Instanz, für standesherrliche Familienrechtssachen und Kriminalfälle die erste Instanz. Übergeordnet war das Oberappellationsgericht Darmstadt. Die Zentgerichte hatten damit ihre Funktion verloren.
Mit Bildung der Landgerichte im Großherzogtum Hessen war ab 1821 das Landgericht Lichtenberg das Gericht erster Instanz, zweite Instanz war das Hofgericht Darmstadt. Es folgten:
- ab 1848: Landgericht Reinheim (Verlegung von Lichtenberg nach Reinheim), zweite Instanz: Hofgericht Darmstadt
- ab 1879: Amtsgericht Reinheim, zweite Instanz: Landgericht Darmstadt
- ab 1968: Amtsgericht Darmstadt mit der Auflösung des Amtsgerichts Reinheim, zweite Instanz: Landgericht Darmstadt

## Bevölkerung

### Einwohnerstruktur 2011
Nach den Erhebungen des Zensus 2011 lebten am Stichtag, dem 9. Mai 2011 in Webern 174 Einwohner. Darunter waren 12 (6,9 %) Ausländer. Nach dem Lebensalter waren 27 Einwohner unter 18 Jahren, 90 zwischen 18 und 49, 36 zwischen 50 und 64 und 21 Einwohner waren älter. Die Einwohner lebten in 69 Haushalten. Davon waren 18 Singlehaushalte, 21 Paare ohne Kinder und 24 Paare mit Kindern, sowie 6 Alleinerziehende und keine Wohngemeinschaften. In 9 Haushalten lebten ausschließlich Senioren und in 51 Haushaltungen lebten keine Senioren.

### Einwohnerentwicklung
| • 1629: | 05 Hausgesesse         |
| • 1806: | 67 Einwohner, 8 Häuser |
| • 1829: | 77 Einwohner, 8 Häuser |
| • 1867: | 53 Einwohner, 9 Häuser |

| Webern: Einwohnerzahlen von 1791 bis 2020 | Webern: Einwohnerzahlen von 1791 bis 2020 | Webern: Einwohnerzahlen von 1791 bis 2020 | Webern: Einwohnerzahlen von 1791 bis 2020 | Webern: Einwohnerzahlen von 1791 bis 2020 |
| --- | ----------------------------------------- | ----------------------------------------- | ----------------------------------------- | ----------------------------------------- |
| Jahr |                                           |                                           |                                           | Einwohner                                 |
| 1791 | 1791                                      |                                           | 50                                        | 50                                        |
| 1800 | 1800                                      |                                           | 52                                        | 52                                        |
| 1806 | 1806                                      |                                           | 67                                        | 67                                        |
| 1829 | 1829                                      |                                           | 77                                        | 77                                        |
| 1834 | 1834                                      |                                           | 87                                        | 87                                        |
| 1840 | 1840                                      |                                           | 80                                        | 80                                        |
| 1846 | 1846                                      |                                           | 72                                        | 72                                        |
| 1852 | 1852                                      |                                           | 59                                        | 59                                        |
| 1858 | 1858                                      |                                           | 64                                        | 64                                        |
| 1864 | 1864                                      |                                           | 65                                        | 65                                        |
| 1871 | 1871                                      |                                           | 53                                        | 53                                        |
| 1875 | 1875                                      |                                           | 45                                        | 45                                        |
| 1885 | 1885                                      |                                           | 50                                        | 50                                        |
| 1895 | 1895                                      |                                           | 49                                        | 49                                        |
| 1905 | 1905                                      |                                           | 56                                        | 56                                        |
| 1910 | 1910                                      |                                           | 43                                        | 43                                        |
| 1925 | 1925                                      |                                           | 44                                        | 44                                        |
| 1939 | 1939                                      |                                           | 51                                        | 51                                        |
| 1946 | 1946                                      |                                           | 82                                        | 82                                        |
| 1950 | 1950                                      |                                           | 85                                        | 85                                        |
| 1956 | 1956                                      |                                           | 83                                        | 83                                        |
| 1970 | 1970                                      |                                           | 76                                        | 76                                        |
| 1980 | 1980                                      |                                           | ?                                         | ?                                         |
| 1990 | 1990                                      |                                           | ?                                         | ?                                         |
| 2000 | 2000                                      |                                           | ?                                         | ?                                         |
| 2007 | 2007                                      |                                           | 166                                       | 166                                       |
| 2010 | 2010                                      |                                           | 175                                       | 175                                       |
| 2011 | 2011                                      |                                           | 174                                       | 174                                       |
| 2015 | 2015                                      |                                           | 166                                       | 166                                       |
| 2020 | 2020                                      |                                           | 170                                       | 170                                       |
| Datenquelle: Historisches Gemeindeverzeichnis für Hessen: Die Bevölkerung der Gemeinden 1834 bis 1967. Wiesbaden: Hessisches Statistisches Landesamt, 1968. Weitere Quellen: LAGIS; 1791; 1800; Gemeinde Modautal; Zensus 2011 |                                           |                                           |                                           |                                           |

## Politik
Für die Orte Klein-Bieberau und Webern besteht ein gemeinsamer Ortsbezirk (Gebiete der ehemaligen Gemeinden Klein-Bieberau und Webern) mit Ortsbeirat und Ortsvorsteher nach der Hessischen Gemeindeordnung.
Der Ortsbeirat besteht aus sieben Mitgliedern. Seit den Kommunalwahlen 2016 ist Jürgen Schmidt Ortsvorsteher.